# Zahid Muñoz
Zahid Muñoz (* 29. Januar 2001 in Tepatitlán de Morelos, Jalisco) ist ein mexikanischer Fußballspieler, der vorwiegend im offensiven Mittelfeld eingesetzt wird.

## Leben
Muñoz erhielt seine fußballerische Ausbildung im Nachwuchsbereich des Club Deportivo Guadalajara und wurde als Profi zunächst in der ersten Hälfte des Jahres 2019 an den Zweitligisten CD Zacatepec ausgeliehen, bei dem er jedoch zu keinem Punktspieleinsatz kam. Danach wurde er weiterhin in den Nachwuchsmannschaften des Club Deportivo Guadalajara eingesetzt, kam aber auch zu zwei Kurzeinsätzen für die erste Mannschaft des Vereins in der höchsten mexikanischen Spielklasse, wo er sein Debüt am 2. August 2020 bei der 0:2-Niederlage beim Club Santos Laguna gab. Nach einem weiteren Kurzeinsatz im Auswärtsspiel beim Club Puebla (1:1) am 8. Januar 2021 wurde Muñoz für den Rest der Clausura 2021 an das Farmteam Club Deportivo Tapatío abgegeben und von diesem ein halbes Jahr später an den Erstligisten Atlético San Luis ausgeliehen, in dessen Reihen er wichtige Erfahrungen sammeln konnte und zu insgesamt 21 Einsätzen (mit einem Torerfolg) kam. 
Anfang 2023 wurde die Ausleihe beendet und Muñoz absolvierte für Tapatío in der zweiten Liga insgesamt 10 Einsätze, bei denen er 4 Tore erzielte; davon 2 beim 5:2-Auswärtssieg bei den Alacranes de Durango. Am 10. März 2023 kam Muñoz zu seinem dritten Erstligaeinsatz für den Club Deportivo Guadalajara, als er zehn Minuten vor Spielende bei der 0:1-Niederlage beim Club Puebla eingewechselt worden war.